# 정인석
정인석(1978년 10월 5일~)은 경남고등학교를 졸업한 야구 선수다. 1997년 졸업 후 롯데 자이언츠에 지명되어 3시즌 간 중간계투로 뛰었다.

## 기록
- 1997년 : 2경기 1.1이닝 6.75
- 1998년 : 2경기 2이닝 13.50
- 1999년 : 2경기 2이닝 0.00

## 같이 보기
- 1998년 롯데 자이언츠 시즌